# Propagación de errores

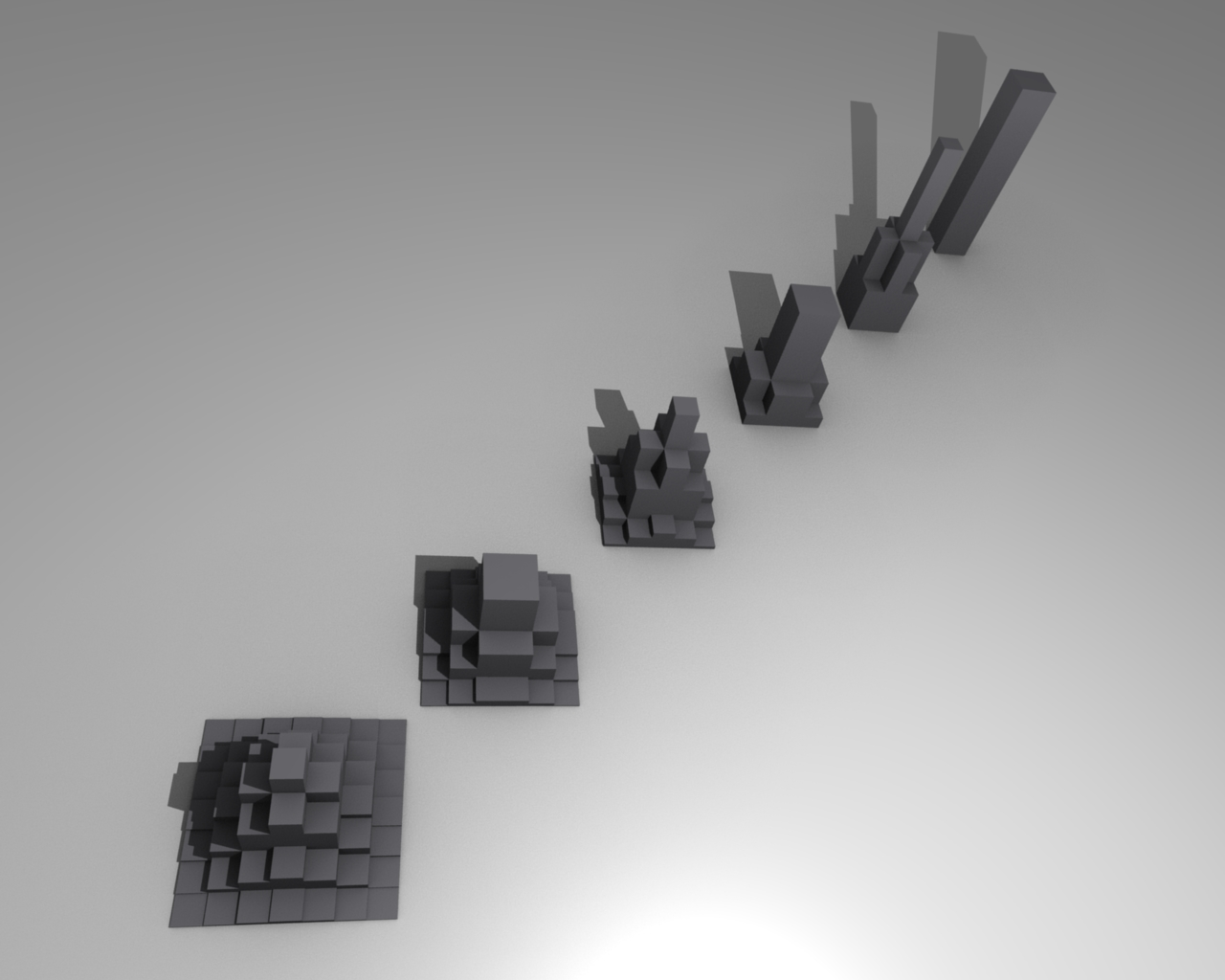
Caso de Propagación de incertidumbre en un objeto tridimensional a causa de la aleatoriedad.

En Estadística, la propagación de incertidumbre (o propagación de errores) es el efecto de variables de incertidumbre (o errores) en la incertidumbre de una función matemática basada en ellos. Cuando las variables son los valores de mediciones experimentales tienen incertidumbre debido a la medición de limitaciones (por ejemplo, instrumento de precisión), que se propagan a la combinación de variables en la función;
La incertidumbre es normalmente definida por el error absoluto. La incertidumbre también puede ser definida por el error relativo Δx/x, que usualmente es escrito como un porcentaje. 
Más comúnmente, el error en una cantidad, {\displaystyle \Delta x}, está dado por la desviación estándar, {\displaystyle \sigma }. La desviación estándar es la raíz cuadrada positiva de la varianza, {\displaystyle \sigma ^{2}}. El valor de una cantidad y su error son, a menudo, expresados como {\displaystyle x\pm \Delta x}. Si la distribución de probabilidad estadística de la variable es conocida o puede ser asumida, es posible derivar el intervalo de confianza para describir la región dentro de la cual el valor verdadero de la variable puede ser encontrado. Por ejemplo, el intervalo de confianza de 68% de una variable perteneciente a una distribución normal es ± una desviación estándar del valor, esto es, existe un 68% de probabilidad que el valor verdadero se encuentre en la región {\displaystyle x\pm \sigma }. Si las variables están correlacionadas, entonces la covarianza debe ser tomada en cuenta.

## Combinaciones lineales
Sea {\displaystyle f_{k}(x_{1},x_{2},\dots ,x_{n})} un conjunto de k funciones que son combinaciones lineales de {\displaystyle n} variables {\displaystyle x_{1},x_{2},\dots ,x_{n}} con coeficientes de combinación {\displaystyle a_{1k},a_{2k},\dots ,a_{nk},(k=1..m)}.
{\displaystyle f_{k}=\sum _{i}^{n}a_{ik}x_{i}:\mathbf {f=a^{T}x} \,}
y sea la matriz de covarianza en x denotada por {\displaystyle \mathbf {M^{x}} \,}.
{\displaystyle {\mathbf {M^{x}} }={\begin{pmatrix}\sigma _{1}^{2}&{\text{COV}}_{12}&{\text{COV}}_{13}&\dots \\{\text{COV}}_{12}&\sigma _{2}^{2}&{\text{COV}}_{23}&\dots \\{\text{COV}}_{13}&{\text{COV}}_{23}&\sigma _{3}^{2}&\dots \\\vdots &\vdots &\vdots &\ddots \\\end{pmatrix}}}
Entonces, la matriz de covarianaza {\displaystyle \mathbf {M} ^{f}\,}, de f está dada por
{\displaystyle M_{ij}^{f}=\sum _{k}^{n}\sum _{l}^{n}a_{ik}M_{kl}^{x}a_{lj}:\mathbf {M^{f}=a^{T}M^{x}a} .}
Esta es la expresión más general para la propagación del error de un conjunto de variables a otro. Cuando los errores en x no están correlacionados, la expresión general se simplifica a
{\displaystyle M_{ij}^{f}=\sum _{k}^{n}a_{ik}\left(\sigma _{k}^{2}\right)^{x}a_{kj}.}
Obsérvese que, incluso aunque los errores en x puedan estar no correlacionados, sus errores en f siempre lo están. Las expresiones generales para una función simple, f, son un poco más sencillas.
{\displaystyle f=\sum _{i}^{n}a_{i}x_{i}:f=\mathbf {a^{T}x} \,}
{\displaystyle \sigma _{f}^{2}=\sum _{i}^{n}\sum _{j}^{n}a_{i}M_{ij}^{x}a_{j}=\mathbf {a^{T}M^{x}a} }
Cada término de covarianza, {\displaystyle M_{ij}} puede ser expresado en términos del coeficiente de correlación {\displaystyle \rho _{ij}\,} por {\displaystyle M_{ij}=\rho _{ij}\sigma _{i}\sigma _{j}\,}, con lo que una expresión alternativa para la varianza de f es
{\displaystyle \sigma _{f}^{2}=\sum _{i}^{n}a_{i}^{2}\sigma _{i}^{2}+\sum _{i}^{n}\sum _{j(j\neq i)}^{n}a_{i}a_{j}\rho _{ij}\sigma _{i}\sigma _{j}.}
En el caso de que las variables x estén no correlacionadas, esto se simplifica más aún a
{\displaystyle \sigma _{f}^{2}=\sum _{i}^{n}a_{i}^{2}\sigma _{i}^{2}.}

## Combinaciones no lineales
Cuando f es un conjunto de una combinación no lineal de las variables x, generalmente debe ser linealizada por aproximación a una expansión de la serie de Taylor de primer orden, aunque en algunos casos pueden derivarse fórmulas exactas que no dependen de la expansión.
{\displaystyle f_{k}\approx f_{k}^{0}+\sum _{i}^{n}{\frac {\partial f_{k}}{\partial {x_{i}}}}x_{i}}
Donde {\displaystyle {\frac {\partial f_{k}}{\partial x_{i}}}} denota la derivada parcial de fk con respecto a la variable i-ésima. Puesto que f 0k es una constante, no contribuye al error en f. En consecuencia, la propagación del error sigue el caso lineal, visto anteriormente, pero reemplazando los coeficientes lineales, aik y ajk por las derivadas parciales, {\displaystyle {\frac {\partial f_{k}}{\partial x_{i}}}} y {\displaystyle {\frac {\partial f_{k}}{\partial x_{j}}}}.

### Ejemplo
Cualquier función no lineal, f(a,b), de dos variables, a y b, puede ser expandida como
{\displaystyle f\approx f^{0}+{\frac {\partial f}{\partial a}}a+{\frac {\partial f}{\partial b}}b}
de donde se tiene
{\displaystyle \sigma _{f}^{2}=\left({\frac {\partial f}{\partial a}}\right)^{2}\sigma _{a}^{2}+\left({\frac {\partial f}{\partial b}}\right)^{2}\sigma _{b}^{2}+2{\frac {\partial f}{\partial a}}{\frac {\partial f}{\partial b}}COV_{ab}.}
En el caso particular que {\displaystyle f=ab\!}, {\displaystyle {\frac {\partial f}{\partial a}}=b,{\frac {\partial f}{\partial b}}=a}. Entonces
{\displaystyle \sigma _{f}^{2}=b^{2}\sigma _{a}^{2}+a^{2}\sigma _{b}^{2}+2abCOV_{ab}}
o
{\displaystyle \left({\frac {\sigma _{f}}{f}}\right)^{2}=\left({\frac {\sigma _{a}}{a}}\right)^{2}+\left({\frac {\sigma _{b}}{b}}\right)^{2}+2\left({\frac {\sigma _{a}}{a}}\right)\left({\frac {\sigma _{b}}{b}}\right)\rho _{ab}.}

## Advertencias
La estimación de errores para funciones no lineales está sesgada debido al uso de series de expansión truncadas. La extensión de este sesgo depende de la naturaleza de la función; por ejemplo, el sesgo en el error calculado para log x se incrementa si x aumenta, dado que la expansión de 1+x es una buena aproximación solo si x es pequeña.
En aplicaciones de data correspondiente, es a menudo posible asumir que los errores de medida no están correlacionados; sin embargo, los parámetros derivados de estas mediciones, tales como parámetros Mínimos cuadrados, estarán correlacionados. Por ejemplo, en una regresión lineal, los errores en la pendiente y la intercepción estarán correlacionados y esta correlación debe ser tomada en cuenta cuando se derive el error en un valor calculado.
{\displaystyle y=mz+c:\sigma _{y}^{2}=z^{2}\sigma _{m}^{2}+\sigma _{c}^{2}+2z\rho \sigma _{m}\sigma _{c}}
En el caso especial de la inversa {\displaystyle 1/B} donde {\displaystyle B=N(0,1)}, la distribución es una distribución de Cauchy y no hay una varianza definible. Para tales distribuciones de ratio, puede haber probabilidades definidas para intervalos que pueden ser definidos o bien por simulación Monte Carlo o, en algunos casos, usando la transformación Geary-Hinkley.

## Fórmulas de ejemplo
Esta tabla muestra las varianzas de funciones simples de las variables reales {\displaystyle A,B\,} con desviaciones estándar {\displaystyle \sigma _{A},\sigma _{B}\,}, coeficiente de correlación {\displaystyle \rho _{AB}\,} y constantes de valores reales, conocidas precisamente, {\displaystyle a,b\,}.
| Función                                        | Varianza | Desviación Estándar |
| ---------------------------------------------- | --- | --- |
| {\displaystyle f=aA\,}                         | {\displaystyle \sigma _{f}^{2}=a^{2}\sigma _{A}^{2}} | {\displaystyle \sigma _{f}=\|a\|\sigma _{A}} |
| {\displaystyle f=aA+bB\,}                      | {\displaystyle \sigma _{f}^{2}=a^{2}\sigma _{A}^{2}+b^{2}\sigma _{B}^{2}+2ab\,\sigma _{AB}}                                                                                            | {\displaystyle \sigma _{f}={\sqrt {a^{2}\sigma _{A}^{2}+b^{2}\sigma _{B}^{2}+2ab\,\sigma _{AB}}}}                                                                                            |
| {\displaystyle f=aA-bB\,}                      | {\displaystyle \sigma _{f}^{2}=a^{2}\sigma _{A}^{2}+b^{2}\sigma _{B}^{2}-2ab\,\sigma _{AB}}                                                                                            | {\displaystyle \sigma _{f}={\sqrt {a^{2}\sigma _{A}^{2}+b^{2}\sigma _{B}^{2}-2ab\,\sigma _{AB}}}}                                                                                            |
| {\displaystyle f=AB\,}                         | {\displaystyle \sigma _{f}^{2}\approx f^{2}\left[\left({\frac {\sigma _{A}}{A}}\right)^{2}+\left({\frac {\sigma _{B}}{B}}\right)^{2}+2{\frac {\sigma _{AB}}{AB}}\right]}[3][4]         | {\displaystyle \sigma _{f}\approx \left\|f\right\|{\sqrt {\left({\frac {\sigma _{A}}{A}}\right)^{2}+\left({\frac {\sigma _{B}}{B}}\right)^{2}+2{\frac {\sigma _{AB}}{AB}}}}}                 |
| {\displaystyle f={\frac {A}{B}}\,}             | {\displaystyle \sigma _{f}^{2}\approx f^{2}\left[\left({\frac {\sigma _{A}}{A}}\right)^{2}+\left({\frac {\sigma _{B}}{B}}\right)^{2}-2{\frac {\sigma _{AB}}{AB}}\right]}[5]            | {\displaystyle \sigma _{f}\approx \left\|f\right\|{\sqrt {\left({\frac {\sigma _{A}}{A}}\right)^{2}+\left({\frac {\sigma _{B}}{B}}\right)^{2}-2{\frac {\sigma _{AB}}{AB}}}}}                 |
| {\displaystyle f=aA^{b}\,}                     | {\displaystyle \sigma _{f}^{2}\approx \left({a}{b}{A}^{b-1}{\sigma _{A}}\right)^{2}=\left({\frac {{f}{b}{\sigma _{A}}}{A}}\right)^{2}}                                                 | {\displaystyle \sigma _{f}\approx \left\|{a}{b}{A}^{b-1}{\sigma _{A}}\right\|=\left\|{\frac {{f}{b}{\sigma _{A}}}{A}}\right\|}                                                               |
| {\displaystyle f=a\ln(bA)\,}                   | {\displaystyle \sigma _{f}^{2}\approx \left(a{\frac {\sigma _{A}}{A}}\right)^{2}}[6]                                                                                                   | {\displaystyle \sigma _{f}\approx \left\|a{\frac {\sigma _{A}}{A}}\right\|} |
| {\displaystyle f=a\log _{10}(bA)\,}            | {\displaystyle \sigma _{f}^{2}\approx \left(a{\frac {\sigma _{A}}{A\ln(10)}}\right)^{2}}[6]                                                                                            | {\displaystyle \sigma _{f}\approx \left\|a{\frac {\sigma _{A}}{A\ln(10)}}\right\|} |
| {\displaystyle f=ae^{bA}\,}                    | {\displaystyle \sigma _{f}^{2}\approx f^{2}\left(b\sigma _{A}\right)^{2}}[7] | {\displaystyle \sigma _{f}\approx \left\|f\right\|\left\|\left(b\sigma _{A}\right)\right\|}                                                                                                  |
| {\displaystyle f=a^{bA}\,}                     | {\displaystyle \sigma _{f}^{2}\approx f^{2}(b\ln(a)\sigma _{A})^{2}} | {\displaystyle \sigma _{f}\approx \left\|f\right\|\left\|(b\ln(a)\sigma _{A})\right\|} |
| {\displaystyle f=a\sin(bA)\,}                  | {\displaystyle \sigma _{f}^{2}\approx \left[ab\cos(bA)\sigma _{A}\right]^{2}} | {\displaystyle \sigma _{f}\approx \left\|ab\cos(bA)\sigma _{A}\right\|} |
| {\displaystyle f=a\cos \left(bA\right)\,}      | {\displaystyle \sigma _{f}^{2}\approx \left[ab\sin(bA)\sigma _{A}\right]^{2}} | {\displaystyle \sigma _{f}\approx \left\|ab\sin(bA)\sigma _{A}\right\|} |
| {\displaystyle f=a\tan \left(bA\right)\,}      | {\displaystyle \sigma _{f}^{2}\approx \left[ab\sec ^{2}(bA)\sigma _{A}\right]^{2}} | {\displaystyle \sigma _{f}\approx \left\|ab\sec ^{2}(bA)\sigma _{A}\right\|} |
| {\displaystyle f=A^{B}\,}                      | {\displaystyle \sigma _{f}^{2}\approx f^{2}\left[\left({\frac {B}{A}}\sigma _{A}\right)^{2}+\left(\ln(A)\sigma _{B}\right)^{2}+2{\frac {B\ln(A)}{A}}\sigma _{AB}\right]}               | {\displaystyle \sigma _{f}\approx \left\|f\right\|{\sqrt {\left({\frac {B}{A}}\sigma _{A}\right)^{2}+\left(\ln(A)\sigma _{B}\right)^{2}+2{\frac {B\ln(A)}{A}}\sigma _{AB}}}}                 |
| {\displaystyle f={\sqrt {aA^{2}\pm bB^{2}}}\,} | {\displaystyle \sigma _{f}^{2}\approx \left({\frac {A}{f}}\right)^{2}a^{2}\sigma _{A}^{2}+\left({\frac {B}{f}}\right)^{2}b^{2}\sigma _{B}^{2}\pm 2ab{\frac {AB}{f^{2}}}\,\sigma _{AB}} | {\displaystyle \sigma _{f}\approx {\sqrt {\left({\frac {A}{f}}\right)^{2}a^{2}\sigma _{A}^{2}+\left({\frac {B}{f}}\right)^{2}b^{2}\sigma _{B}^{2}\pm 2ab{\frac {AB}{f^{2}}}\,\sigma _{AB}}}} |
Para variables no correlacionadas, los términos de covarianza son cero.
Puede derivarse expresiones para funciones más complicadas por combinación de funciones más simples. Por ejemplo, la multiplicación repetida, asumiendo ninguna correlación, conduce a:
{\displaystyle f=AB(C):\left({\frac {\sigma _{f}}{f}}\right)^{2}=\left({\frac {\sigma _{A}}{A}}\right)^{2}+\left({\frac {\sigma _{B}}{B}}\right)^{2}+\left({\frac {\sigma _{C}}{C}}\right)^{2}.}

## Derivadas parciales
Dados {\displaystyle X=f(A,B,C,\dots )}
| Error Absoluto | Varianza |
| --- | --- |
| {\displaystyle \Delta X=\left\|{\frac {\partial f}{\partial A}}\right\|\cdot \Delta A+\left\|{\frac {\partial f}{\partial B}}\right\|\cdot \Delta B+\left\|{\frac {\partial f}{\partial C}}\right\|\cdot \Delta C+\cdots } | {\displaystyle \sigma _{X}^{2}=\left({\frac {\partial f}{\partial A}}\sigma _{A}\right)^{2}+\left({\frac {\partial f}{\partial B}}\sigma _{B}\right)^{2}+\left({\frac {\partial f}{\partial C}}\sigma _{C}\right)^{2}+\cdots }[8] |

### Ejemplos

#### Función tangente inversa
Se puede calcular la propagación de la incertidumbre para la función tangente inversa como ejemplo del uso de derivadas parciales para la propagación del error.
Definiendo
{\displaystyle f(\theta )=\arctan \theta ,}
donde {\displaystyle \sigma _{\theta }} es la incertidumbre absoluta en la medida de {\displaystyle \theta }. 
La derivada parcial de {\displaystyle f(\theta )} con respecto a {\displaystyle \theta } es
{\displaystyle {\frac {\partial f}{\partial \theta }}={\frac {1}{1+\theta ^{2}}}.}
En consecuencia, la incertidumbre propagada es
{\displaystyle \sigma _{f}={\frac {\sigma _{\theta }}{1+\theta ^{2}}},}
donde {\displaystyle \sigma _{f}} es la incertidumbre absoluta propagada.

#### Medición de la resistencia
Una aplicación práctica es un experimento en el que se mide la corriente, I, y el voltaje de un resistor con el fin de determinar la resistencia, R, usando la ley de Ohm, {\displaystyle R=V/I.}
Dadas las variables medidas con sus incertidumbres, I±ΔI y V±ΔV, la incertidumbre en la cantidad calculada, ΔR, es
{\displaystyle \Delta R=\left|{\frac {\Delta V}{I}}\right|+\left|{\frac {V}{I^{2}}}\Delta I\right|.}